# Колиндянська грабина
Колиндя́нська гра́бина — ботанічна пам'ятка природи місцевого значення в Україні. Розташована на території Чортківського району Тернопільської області, біля села Давидківці, лісове урочище «Колиндянська дача».
Площа 9,30 га. Статус отриманий у 1981 році. Перебуває у віданні ДП «Чортківське лісове господарство» (Колиндянське лісництво, кв. 56, вид. 7).
Статус надано з метою збереження частини лісового масиву з насадженнями граба звичайного II бонітету віком 80 років, що має господарську і науково-естетичну цінність.